# Sthenias cylindricus
Sthenias cylindricus là một loài bọ cánh cứng trong họ Cerambycidae.